# Oued Djemaa
Cet article traite d'une commune de la wilaya d'Ain Defla. À ne pas confondre avec la commune de Oued El Djemaa (ex-Ferry), daira d’El Hmadna, dans la wilaya de Rélizane.
Oued Djemaa est une commune de la wilaya de Aïn Defla en Algérie.

## Histoire
Cette commune créée en 1984 à la suite du remaniement administratif de cette date, a pris le nom d'une rivière qui prend sa source dans Djebel Louh et qui se déverse dans le Cheliff, mais qui est distante du chef-lieu de la commune de plusieurs kilomètres. Le chef-lieu est prévu initialement dans le village agricole de oued el Djemaa, ce qui est adapté à la proximité de la rivière citée précédemment, mais des inimitées entre élus locaux à de différents niveaux et pour des causes claniques amenèrent à délocaliser le chef-lieu du village agricole socialiste, situé en hauteur et bâti dans les années 1975, à l'ancienne ferme Rideyre et à quelque cinq cent mètres de la rivière du Oued Deurdeur et qui s'appelait auparavant Matmata du nom d'une tribu de ce lieu et de son marché hebdomadaire qui se tenait de l'autre côté de oued Deurdeur.

## Fractions (Ferkat) de la commune
- - Metmata Centre (Chef-lieu)
- - Beni Fatem
- - Laghouat
- - Ouled Hafif
- - El Meharza
- - Dehagna
- - Ouled Sida
- - Zebala
- - El Hmrat
- - Ouled Hamida
- - Ouled Mahdi
- - Ouled Ouzghar
- - Ouled Saada (partie Est)